# کومار (سرزمین آلتای)
کومار (به لاتین: Komar) یک منطقهٔ مسکونی در روسیه است که در سرزمین آلتای واقع شده‌است.